# NEO Towers
 (novembre 2015).
Si vous disposez d'ouvrages ou d'articles de référence ou si vous connaissez des sites web de qualité traitant du thème abordé ici, merci de compléter l'article en donnant les références utiles à sa vérifiabilité et en les liant à la section « Notes et références ».
Les Neo Towers sont trois gratte-ciel construits en 2011 à Shenzhen en Chine. La Neo Tower A s'élève à 273 mètres tandis que les tours B et C mesurent 176 et 108 mètres.